# Er-Rissani (landskommun)
Er-Rissani (arabiska: لريصاني) är en landskommun i Marocko, utanför staden Moulay Ali Cherif som också kallas Rissani. Den ligger i provinsen Errachidia och regionen Drâa-Tafilalet, 400 km sydost om huvudstaden Rabat. Antalet invånare var 5 010 vid folkräkningen 2014.